# 전국노래자랑 (영화)
《전국노래자랑》은 2013년에 개봉한 대한민국의 영화이며 주제곡 <전국을 뒤집어놔>는 당초 이 노래를 부른 싸이가 작곡자로 예정되었으나 미국 활동 문제 때문에 좌절됐다.

## 캐스팅
- 김인권 : 박봉남 역
- 류현경 : 오미애 역
- 김수미 : 주시장 역
- 오광록 : 맹 과장 역
- 오현경 : 오 영감 역
- 김환희 : 문보리 역
- 유연석 : 김동수 역
- 이초희 : 손현자 역
- 김중기 : 종배 역
- 정석용 : 건강원사장 역
- 정경순 : 미애엄마 역
- 한철우 : 이 계장 역
- 서동수 : 신 피디 역
- 서영주 : 정 작가 역
- 김경애 : 홍 할매 역
- 최상길 : 마을이장 역
- 김범래 : 김장 역
- 이준혁 : 구인남 역
- 이정은 : 동수이모 역
- 장명갑 : 부서장 1 역
- 이민우 : 노래자랑 FD 역
- 소희정 : 미용실 가게주인 역
- 김미성 : 닭집주인 역
- 유연 : 우연히자매 1 역
- 오수인 : 우연히자매 2 역
- 이세랑 : 파마손님 역
- 최대웅 : 구인남 아버지 역
- 김정복 : 만취 대리남 역
- 김경민 : 만취 대리남 부인 역
- 김지숙 : 성악녀 역
- 최두원 : 마이클잭슨남 역
- 정종열 : 대리기사 1 역
- 정미남 : 대리기사 2 역
- 홍기준 : 순대차 주인 역
- 김용건 : 홍 사장 역
- 신은경 : 보리엄마 역
- 이병준 : 최 사장 역
- 김태원 : 부활 멤버 역
- 서재혁 : 부활 멤버 역
- 채제민 : 부활 멤버 역
- 정동하 : 부활 멤버 역
- 김성진 : 전국노래자랑 MC 역